# Juigné-des-Moutiers
Juigné-des-Moutiers é uma comuna francesa na região administrativa da Pays de la Loire, no departamento de Loire-Atlantique. Estende-se por uma área de 24,65 km². Em 2010 a comuna tinha 341 habitantes (densidade: 13,8 hab./km²).